# Saint-Siméon, Gaspésie–Îles-de-la-Madeleine
Saint-Siméon, mi'kmaq Piptoqe'ji'jg, är en kommun av typen socken (municipalité de paroisse) i provinsen Québec i Kanada. Den ligger i regionen Gaspésie–Îles-de-la-Madeleine, i den östra delen av landet, 800 km öster om huvudstaden Ottawa.